# Lindy Wingding
『Lindy Wingding』（リンディ・ウィンディン）は、日本のロックバンドであるLINDBERGの1枚目のライブ・アルバム。
1994年3月16日発売。発売元は徳間ジャパンのPUBLIC IMAGE RECORDSレーベル。

## 解説
1993年12月2日に国立代々木競技場第一体育館および同年12月24日に日清パワーステーションにて開催されたライブの模様で、それぞれ"Plugged Disc"、"Unplugged Disc"に分けて収録された2枚組。
日清パワーステーションにて開催されたライブは、アコースティックライブとなっている。
初回プレス完全限定盤で、缶ケース入り仕様。

## 収録曲

### Plugged Disc
1. TIME
2. 会いたくて -Lover Soul-
3. 夢であえたら -Do you love me?-
4. 君に吹く風
5. VOICE OF ANGEL
6. I LOVE YOU
7. だってそうじゃない!?
8. 今すぐKiss Me

### Unplugged Disc
1. MINE
2. RAINY DAY
3. CHANGE
4. 青いかけら
5. とびきりの夜 -Holy Night is Lonely Night-
6. Dream Factory
7. Over The Top
8. 流れ星を探して -Missing you-